# Маргарита Прованская
Маргари́та Прова́нская (фр. Marguerite de Provence; 1221, Бриньоль — 20 декабря 1295, Париж) — королева Франции в 1234 — 1270 годах.

## Биография
Маргарита Прованская была женой короля Франции Людовика IX, матерью короля Франции Филиппа III и королевы Наварры Изабеллы, жены короля Тибо V.
Маргарита была старшей дочерью Раймунда Беренгера IV, графа Прованса, и Беатрисы Савойской, дочери Томаса I, графа Савойи. Три её младшие сестры также стали королевами: Элеонора Прованская вышла замуж за английского короля Генриха III, Санча Прованская — за Ричарда Корнуэльского, который на выборах 1256/1257 года был избран королём Германии, Беатриса Прованская — за Карла I Анжуйского, ставшего впоследствии королём Неаполя и Сицилии. По завещанию отца Маргарита была обойдена, и графство Прованское передавалось младшей дочери, Беатрисе, в связи с чем последовала многолетняя тяжба из-за наследства между Маргаритой и мужем Беатрисы Карлом Анжуйским.
Маргарита выросла при дворе своего отца графа Раймунда Беренгера в окружении трубадуров, поэтов и галантных рыцарей. В девочке сумели воспитать любовь к родному Провансу, которую она сохранила на всю жизнь. Маргарита, как и её сестра Элеонора, получила хорошее католическое образование, знала латинский язык. Впоследствии, став королевой, Маргарита всячески поощряла культуру и искусства, а выдающиеся учёные (например, Фома Аквинский) находили место даже за королевским столом.
27 мая 1234 года, после сватовства королевы Бланки Кастильской, Маргарита была обвенчана с её сыном королём Франции Людовиком IX. Так как жених и невеста были родственниками 4-й степени, на этот брак в январе 1234 года папой Григорием IX было дано специальное разрешение. В первые годы замужества между Маргаритой и её свекровью Бланкой Кастильской неоднократно возникали конфликты; королева-мать имела на сына сильное влияние, в том числе и в политических вопросах, и к тому же ревновала его к невестке. Кроме того, Бланка постоянно проживала вместе с молодой семьёй в их дворце на Ситэ и всегда сопровождала их в поездках. Лишь в 1247 году Маргарита смогла пересилить влияние матери на короля, и Бланке был выделен отдельные двор и содержание.

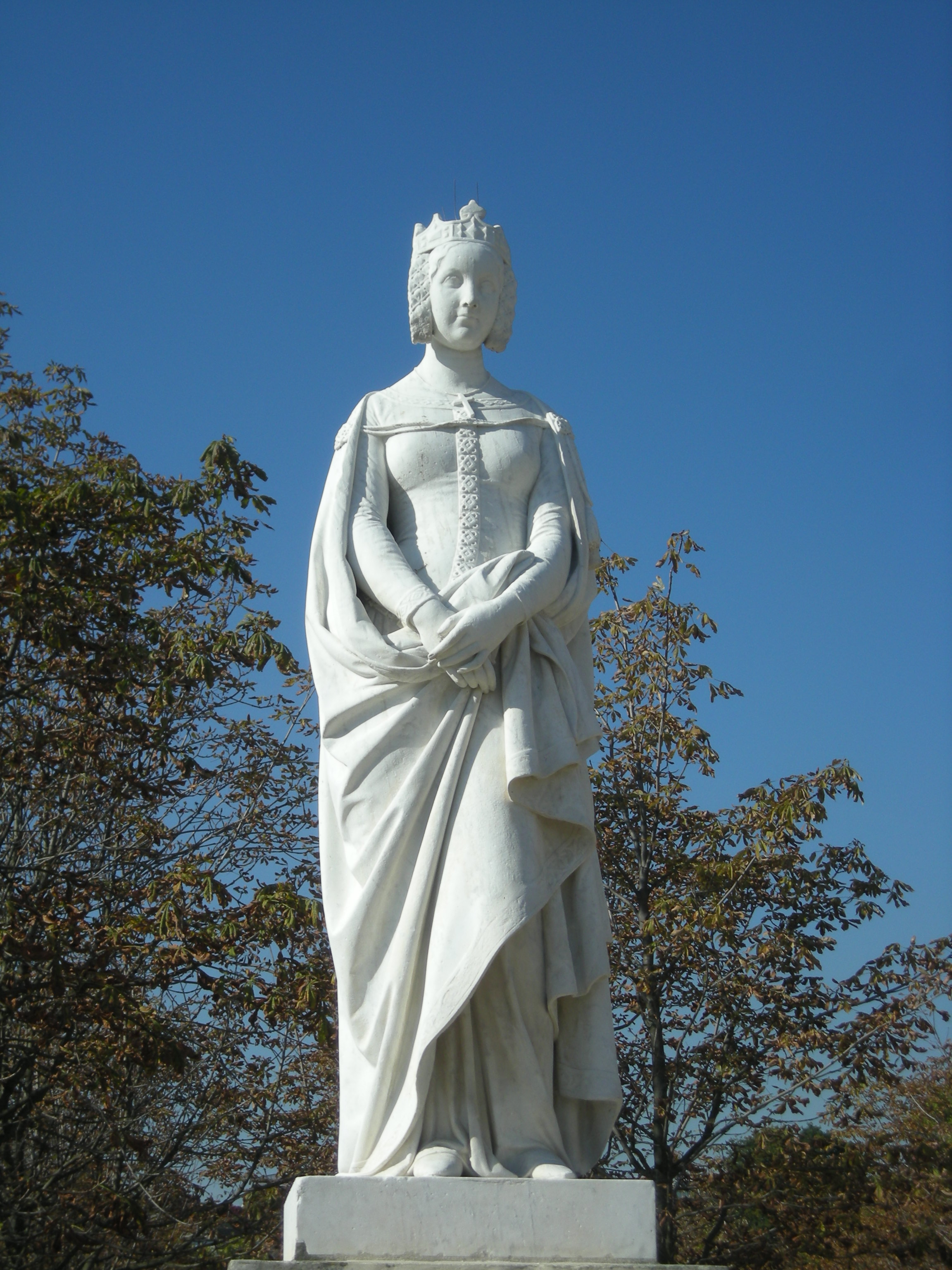
Памятник Маргарите Прованской в Люксембургском саду

В 1248 году Людовик IX организует 7-й крестовый поход согласно своей клятве, данной им во время болезни. Маргарита сопровождала мужа в этом походе. После краткой остановки на Кипре экспедиция достигла в июне 1249 года Египта. После взятия крестоносцами Дамьетты король передал управление городом своей беременной жене, а сам с войском ушёл к Каиру. После понесённого французами сокрушительного поражения в битве при Эль-Мансуре в апреле 1250 года Людовик попадает в плен к мусульманам Бейбарса. Руководители сопровождавших крестоносцев генуэзских и пизанских флотилий, узнав об этом разгроме, собирались срочно покинуть Дамьетту. В этой обстановке королева Маргарита проявила выдержку и мужество. Перед самыми родами она заставила поклясться приставленного к ней рыцаря-телохранителя, что тот отсечёт королеве голову в случае неминуемого пленения её сарацинами. На следующий же день после рождения ею сына Иоанна Тристана Маргарита призывает командиров флотов к своей кровати, рядом с которой стоит колыбель с новорожденным, и убеждает их остаться. Маргарита также составляет план спасения французских пленников во главе с королём, согласно которому в обмен на 400 тысяч ливров и возвращение Дамьетты уцелевшие воины и сам Людовик 6 мая 1250 года получают свободу.
Вплоть до 1254 года Маргарита и Людовик IX остаются в Палестине, затем возвращаются на родину. К этому времени Бланка Кастильская уже умерла (в 1252 году), и Маргарита заняла при короле её место советницы и помощницы. Когда Людовик решает отказаться от трона и уйти в монастырь, Маргарита приложила всё своё влияние, чтобы удержать мужа от этого опрометчивого шага.
В 1270 году, во время своего второго крестового похода — на этот раз в Тунис — Людовик IX умирает. Маргарита перебирается в монастырь Сен-Марсель близ Парижа, однако всё же часто посещает королевский двор и навещает сына, короля Филиппа III. Не обладая более прежним политическим влиянием, которое она имела на мужа, Маргарита посвящает себя делам в родном Провансе. В связи с этим вновь разгорается давний спор из-за наследства её отца между королевой-матерью и мужем Беатрисы, Карлом Анжуйским. В 1282 году эта тяжба едва не вылилась в войну, когда Маргарита снарядила войско из преданных ей прованских дворян. Наконец, в 1287 году решение при посредничестве Филиппа III, а затем и его сына, внука Маргариты, короля Филиппа IV Красивого, было найдено. Маргарита отказывалась от своих наследственных прав на Прованс, взамен получив от Карла Анжуйского разово крупную денежную сумму и ежегодную пенсию в 2.000 турнуа.
После восшествия на престол её внука, Филиппа IV Красивого, Маргарита окончательно оставляет придворную жизнь и вместе с дочерью Бланкой, вдовой кастильского инфанта Фердинанда де ла Серда, удаляется в основанный ею же монастырь клариссинок южнее Парижа. Маргарита похоронена в аббатстве Сен-Дени рядом со своим мужем. До канонизации Людовика IX папой Бонифацием VIII она не дожила 2 года.

## Семья и дети

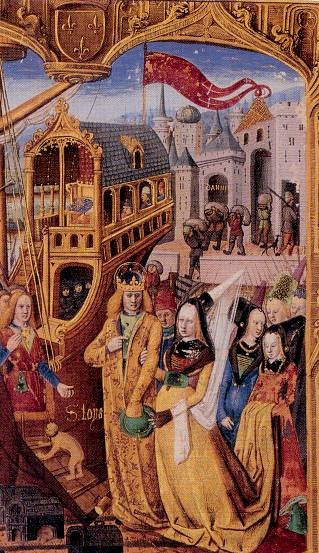
Святой Людовик с женой Маргаритой на миниатюре из французской рукописи XV века

- Муж: (с 27 мая 1234, кафедральный собор, Санс) Людовик IX (1214—1270), король Франции в 1226—1270, сын Людовика VIII Льва (1187—1226), короля Франции в 1223—1226, и Бланки Кастильской (1188—1252). Имели 11 детей:
  1. Бланка (1240 — 29 апреля 1243)
  2. Изабелла (2 марта 1241 — 28 января 1271), жена короля Наварры Тибо II (с 1255)
  3. Людовик (25 февраля 1244 — январь 1260), был помолвлен с Изабеллой Арагонской
  4. Филипп III (1 мая 1245 — 5 октября 1285), преемник Людовика на королевском престоле
  5. Жан (1247—1248)
  6. Жан-Тристан (1250 — 3 августа 1270), граф Неверский, женился на Иоланде Бургундской (в 1269)
  7. Пьер (1251 — 6 апреля 1284), граф Алансонский, по жене граф Блуа и Шартра. Не оставил наследников. После его смерти его вдова Жанна де Блуа (1258 — 19 января 1291) продала графство Блуа королю Филиппу IV
  8. Бланка (1253—1323), жена Фернандо де ла Серда (1253—1275), старшего сына и несостоявшегося наследника Альфонса X Мудрого, короля Кастилии
  9. Маргарита (1254—1271), жена Жана I, герцога Брабантского (с 1270)
  10. Роберт де Клермон (1256 — 7 февраля 1317), граф де Клермон, по жене сеньор де Бурбон. Потерял рассудок в результате неудачного падения с лошади на турнире. Основатель дома Бурбонов.
  11. Агнесса (1260 — 19 декабря 1327), жена Роберта II, герцога Бургундского (с 1279)